# 미하일 8세 팔레올로고스
미하일 8세 팔레올로고스(그리스어: Μιχαήλ Η’ Παλαιολόγος, 1223년 – 1282년 12월 11일)는 동로마 제국의 마지막 왕조인 팔레올로고스 왕조의 황제(재위기간:1261년~1282년)이다.
훗날 '아주 교활한 그리스인'이라고 불릴 정도의 책략가로, 니케아 제국의 테오도루스 2세 황제의 뒤를 이은 어린 요한네스 4세 황제의 섭정을 맡아 보다가 제위를 찬탈하였다. 마케도니아 지방 ·알바니아를 통합, 니케아를 수도로 정한 약제(弱帝)의 로마 제국(니케아 제국)을 강화하여, 1261년 라틴 제국에게 빼앗겼던 구도(舊都) 콘스탄티노폴리스를 탈환하여 동로마 제국을 부흥시켰다. 팔레올로고스 왕조는 1453년에 오스만 제국에 의해서 제국이 멸망할 때까지 약 200년간 지속되었다.

## 생애

### 니케아 황제 즉위
아버지는 대귀족 안드로니코스 두카스 콤네노스 팔레올로고스이며, 어머니는 알렉시우스 3세 앙겔로스의 손녀 테오도라 앙겔리나 팔레올로기나이다. 미카일의 가문은 팔레올로고스 가문으로 콘스탄티노폴리스에서 가장 고귀한 가문중 하나였다.
젊은 시절, 용맹성을 발휘하여 니케아 제국의 역대 황제들에게 고용된 프랑크족 용병들의 지휘관으로 승진하였다. 그는 뛰어난 군사적 재능으로 신망을 얻었으나 테오도루스는 그를 시기하여 감옥에 가두어버렸다. 1258년 12월 테오도루스 2세가 죽은 직후 어린 황제 요하니스의 섭정이던 게오르기우스 무자론 형제가 죽는 궁정 혁명이 일어났는데 미카일은 이에 관여한 것으로 보인다. 그 혁명 이후 감옥에서 풀려나 콘스탄티노폴리스 총대주교 아르세니오스 아우트리아노스와 함께, 당시 8살이었던 황제 요안니스 4세의 섭정을 맡았다. 그 후 대공(megas dux)의 직함을 얻고, 최종적으로는 1258년 크리스마스에는 공동 황제로 선포하였다. 사실상 니케아 제국을 탈취한 셈이었다.

### 콘스탄티노폴리스 수복
그가 황제로 즉위한 시기 시칠리아의 만프레디와 에피로스 공국의 군주 미카일은 공동으로 니케아 제국의 그리스 수도인 테살로니키를 공격했는데 미카일 팔레올로고스는 페라고니아 전투에서 이들 동맹국 연합군을 물리쳤다. 1260년 미카일은 여세를 몰아 직접 콘스탄티노폴리스로 진격하여 공격했으나 해군이 없어 일단 물러났다.
1261년 미카일은 베네치아 공화국과 앙숙인 제노바와 조약을 맺고 해군력을 증강하고 재차 콘스탄티노폴리스 탈환에 나섰다. 그해 7월 25일 알렉시우스 스트라테풀루스가 지휘하는 니케아군은 손쉽게 라틴 제국으로부터 콘스탄티노폴리스를 탈환하여 57년 만에 제국의 수도를 수복했다. 당시 소아시아에 있던 미카일은 이 소식을 처음에 믿지 않았다고 한다. 미카일은 3주 후인 8월 15일 수도를 회복한 영예로운 황제로 수도에 입성하였다.
수도 입성 뒤 그는 아들 안드로니쿠스 팔레올로고스를 정식 후계자로 책봉하고 공동 황제였던 어린 소년 요안니스를 같은 해 12월, 실명시키고 마르마라해의 성곽에 유폐시켰다. 이 행위로 인해 콘스탄티노폴리스 총대주교 아르세니오스에 의해 파문되어 1268년에 새 총대주교로 교체될 때까지 파문장은 철회되지 않았다.
미카일은 처음 도시의 방어에 집중하였고 라틴 제국 시대의 관습을 즉각 중단시키고, 동로마의 전통 관습과 제도를 부활시켰다. 1261년 콘스탄티노폴리스를 수복할 때 그 도시의 인구는 3만 5천 명에 불과했으나 미카일의 치세 동안 꾸준히 복구를 계속하여 7만명까지 인구가 늘어났다.

### 교회 통일과 외교
미카일은 아직 그리스 지역에 남아있는 라틴 세력을 몰아내기 위해 여러 방면으로 외교적 교섭을 시도했다. 시칠리아의 왕권을 노리는 만프레디, 프랑스의 성왕 루이등과 교섭을 벌였으나 실패로 돌아갔고 결국 로마 교황과 손잡게 되었다. 이때 시칠리아의 왕권을 놓고 독일의 호엔슈타인과 프랑스의 앙주가 경쟁했는데 앙주의 샤를은 만프레디와 콘라딘을 죽이고 남부 이탈리아를 장악했다. 이후 앙주의 샤를은 미카일의 최대 적수로 동로마 제국을 공격하게 된다. 샤를은 쫓겨난 라틴제국의 보두앵 2세와 교황 클레멘스 4세와 함께 동로마에 반대했다.
미카일은 서둘러 교황청과 화해를 모색하고 1263년경부터 교섭을 분열된 동서 교회의 통일을 위해 시작했고 또한 제노바와 베네치아 공화국과도 교섭을 벌여 양측의 경쟁을 이용했다. 그동안 앙주의 샤를은 그 나름대로 콘스탄티노폴리스를 노리고 압박해왔고 1270년 11월 십자군을 이끌고 동로마 제국에 대한 침공을 시작했다. 그러나 폭풍우로 인해 시칠리아의 육군과 해군이 괴멸하는 바람에 뜻을 이루지 못했다.
한편 공동의 관심사를 가진 교황 그레고리오 10세와 미카일은 수많은 양 교회의 불화와 불신에도 1274년 제2차 리옹공의회를 열어서 마침내 두 교회의 통일을 선포하였다. 그러나 이 정책은 동로마 백성들의 종교적 신앙심과 자존심에 상처를 주는 결과를 낳았고 극심한 종교적 갈등을 불러왔다.

### 말년과 죽음
이후 불가리아 제2제국 내정에 개입하여 이바일로의 난을 겪었으며 1281년 샤를의 사람으로 교황으로 선출된 마르티노 4세는 미카일을 파문하고 샤를의 동로마 원정 계획을 적극적으로 지지하였다. 샤를은 지난 번에 폭풍우로 괴멸한 육군과 해군을 증강하는데 끊임없는 노력을 기울였고 베네치아, 반칸 반도의 군주들 등을 자신의 편으로 끌어들여 대 동로마 동맹을 강화했다. 미카일은 이에 맞서 교황청, 베네치아의 숙적 제노바, 그리고 만프레디의 사위인 아라곤의 페드로 3세와 동맹을 맺었지만 수적으로 시칠리아에 열세였다. 그러나 뜻밖에 1282년 부활절 시칠리아에서 샤를과 프랑스인들에 대한 반란인 시칠리아 만종 사건이 일어났고 이 때문에 샤를은 동로마 원정을 포기할 수밖에 없었다.
시칠리아 만종 사건 이후 1282년 12월 11일 미카일은 셀주크 투르크에 대한 원정을 떠났다가 트라키아의 파코미오스라는 작은 마을에서 죽었다. 제위는 아들이자 공동 황제인 안드로니쿠스 2세에게 돌아갔다. 그의 시신은 콘스탄티노폴리스로 돌아가지 못하고 셀림브리아에 묻혔다.

## 평가
미하일은 콘스탄티노폴리스를 수복하여 제국의 다시 부활시킨 황제이지만 사실상 그 부분에서는 별로 한일이 없다. 그의 업적은 군사적인 데 있는 것이 아니라 외교적인 것에 있었다. 거의 모든 유럽 세력이 제국에 반기를 들었을 때는 그는 외교술을 발휘해 제국을 구해 내었다. 그러나 이러한 외교에 사용한 동서 교회통합 정책으로 동로마 주민들의 심각한 반발을 불러왔고 이는 이후 제국의 역사에 계속적으로 영향을 미쳤다. 또한 그의 외교정책은 서유럽에 집중되어 있었으므로 투르크가 소아시아 전역을 점령하고 몽골의 확장에 대해 대비하지 못하는 한계가 있었다. 재정역시 콘스탄티노플 복구와 그의 외교노선에 따른 낭비, 상비군 유지에 따른 과도한 부담으로 상당히 악화되었으며, 이것은 후계자인 안드로니쿠스2세 시대의 소아시아 상실에 직간접적으로 영향을 끼쳤다.

## 가족관계
1253년, 미하일은 테오도라(요한네스 3세의 손조카)와 결혼했다. 자녀는 아래와 같다.
- 마누엘 팔레올로고스(1254년–1259년)
- 안드로니코스 팔레올로고스 (1259년–1332년):제위계승
- 콘스탄티노스 팔레올로고스(1261년–1306년)
- 이리니 팔레올로기나 : 불가리아의 차르 이반 아센 3세와 결혼
- 안나 팔레올로기나
- 에우도키아 팔레올로기나 : 요안니스 2세 (트라페주스)와 결혼
- 테오도라 : 조지아로 시집감

정식결혼 외에 미하일은 두 명의 사생아가 있었다.
- 에우프로시네 팔라이올로기나 : 킵차크 칸국의 노가이 칸과 결혼
- 마리아 팔레올로기나 : 일 칸국의 아바카 칸과 결혼